# Frangula discolor
Frangula discolor là một loài thực vật có hoa trong họ Táo. Loài này được (Donn.Sm.) Grubov mô tả khoa học đầu tiên năm 1949.